# Fraternitas
Fraternitas is een van de grootste gymnastiekverenigingen in de Nederlandse stad Utrecht. Zij verzorgt gymnastieklessen voor iedere leeftijdsgroep, van kleuter tot volwassene, in diverse wijken in de stad.

## Oprichting
In 1893 kregen de leden van de Utrechtse Christelijke Jongelings Vereniging (UCJV) het idee om naast het praten over het christelijk geloof en het leven ook te gaan bewegen. En wel in de vorm van gymnastiek. Op 6 mei 1893 werd dan ook het besluit genomen om een gymnastiekvereniging op te richten. Het motto werd: ‘in Fraternitate virtus nostra’ wat vrij vertaald inhoudt: ‘In broederschap ligt onze kracht’. Ook andersdenkenden mogen lid worden. Op dit moment zijn er ruim 600 leden.

## Uitvoeringen
In 1894 werd de eerste uitvoering gegeven in het Gebouw voor Kunsten en Wetenschappen op de Mariaplaats. In 1908 werd het derde lustrum gevierd met een uitvoering in het park Tivoli. Vanaf 1922 werden de uitvoeringen gehouden in het gebouw Tivoli aan de Kruisstraat. Later kreeg een gebouw aan het Lepelenburg de naam Tivoli en verhuisde Fraternitas met haar uitvoeringen mee naar deze locatie. Na een brand werden de uitvoeringen verhuisd naar de Jaarbeurscongreszaal aan het Jaarbeursplein. Tegenwoordig worden uitvoeringen eens in de 5 jaar gehouden in sporthal Galgenwaard.
In 2008 zal er weer een uitvoering zijn.

## Geschiedenis
Sinds de oprichting werd er aan gymnastiek gedaan. Ook werden er voordrachten ingestudeerd en was er een mogelijkheid om aan schermen en atletiek te doen. Vanaf 1924 had Fraternitas ook een drumfanfare. Van oorsprong was dit een tamboer- en pijperkorps, later werd het drumband en toen  drumfanfare. De naamswijzigingen had alles te maken met de soort instrumenten die zij bespeelde.
door het niet kunnen vinden van nieuwe leden is in 2013 besloten om deze tak van fraternitas op te heffen.

## Activiteiten
- Turnen
- Club-extra voor kinderen met een motorische achterstand
- Herenvolleybal
- Damesconditietraining
- Kids-swing
- Acrogym
- Drumfanfare

Op 10 locaties in Utrecht, voornamelijk gymnastiekzalen in Utrecht Oost en Utrecht Noord/West, worden de activiteiten aangeboden.